# (8447) Cornejo
(8447) Cornejo est un astéroïde de la ceinture principale.

## Description
(8447) Cornejo est un astéroïde de la ceinture principale. Il fut découvert le 16 juillet 1974 à El Leoncito par l'Observatoire Félix-Aguilar. Il présente une orbite caractérisée par un demi-grand axe de 2,31 UA, une excentricité de 0,12 et une inclinaison de 7,1° par rapport à l'écliptique.

## Compléments